# The Unauthorized Biography of Reinhold Messner
The Unauthorized Biography of Reinhold Messner è il terzo album dei Ben Folds Five.

## Formazione
- Ben Folds – piano
- Darren Jessee – batteria
- Robert Sledge – basso

## Tracce
1. Narcolepsy – 5:24
2. Don't Change Your Plans – 5:11
3. Mess – 4:03
4. Magic (Darren Jessee) – 4:02
5. Hospital Song – 2:05
6. Army – 3:25
7. Your Redneck Past – 3:43
8. Your Most Valuable Possession (Ben Folds/Darren Jessee/Robert Sledge/Dean Folds/Caleb Southern) – 1:55
9. Regrets – 4:07
10. Jane – 2:42
11. Lullabye (Ben Folds/Anna Goodman) – 3:53
(Theme From) Dr. Pyser (bonus track - Edizione australiana)
Birds (bonus track - Edizione australiana)